# Esquí acrobàtic als Jocs Olímpics d'hivern de 2006 - Salts acrobàtics masculins
Als Jocs Olímpics d'Hivern de 2006 celebrats a la ciutat de Torí (Itàlia) es disputà una prova de salts acrobàtics en categoria masculina dins de les proves d'esquí acrobàtic celebrats als Jocs.
La competició se celebrà entre els dies 20 i 23 de febrer de 2006 a les instal·lacions de Sauze d'Oulx. Hi participaren un total de 31 esquiadors de 12 comitès nacionals diferents.

## Resum de medalles
| Or           | Argent           | Bronze           |
| Han Xiaopeng | Dmitri Dasxinski | Vladimir Lebedev |

## Resultats

### Ronda classificatòria
| Pos. | Nom                 | CON             | Salt 1 | Salt 2 | Punts  | Notes |
| ---- | ------------------- | --------------- | ------ | ------ | ------ | ----- |
| 1    | Han Xiaopeng        | R.P. de la Xina | 128.54 | 121.91 | 250.45 | Q     |
| 2    | Dmitri Dasxinski    | Belarús         | 130.31 | 119.03 | 249.34 | Q     |
| 3    | Warren Shouldice    | Canadà          | 123.01 | 120.44 | 243.45 | Q     |
| 4    | Alexei Grishin      | Belarús         | 115.43 | 127.44 | 242.87 | Q     |
| 5    | Vladimir Lebedev    | Rússia          | 120.24 | 121.24 | 241.48 | Q     |
| 6    | Qiu Sen             | R.P. de la Xina | 129.21 | 107.29 | 236.50 | Q     |
| 7    | Kyle Nissen         | Canadà          | 128.10 | 103.54 | 231.64 | Q     |
| 8    | Jeret Peterson      | Estats Units    | 114.38 | 112.83 | 227.21 | Q     |
| 9    | Enver Ablaev        | Ucraïna         | 111.47 | 115.42 | 226.89 | Q     |
| 10   | Anton Kushnir       | Belarús         | 121.24 | 105.09 | 226.33 | Q     |
| 11   | Renato Ulrich       | Suïssa          | 114.38 | 111.37 | 225.75 | Q     |
| 12   | Evgeniy Brailovskiy | Rússia          | 113.14 | 109.14 | 222.28 | Q     |
| 13   | Stanislav Kravchuk  | Ucraïna         | 102.88 | 118.81 | 221.69 |       |
| 14   | Thomas Lambert      | Suïssa          | 113.57 | 101.20 | 214.77 |       |
| 15   | Joe Pack            | Estats Units    | 97.57  | 113.76 | 211.33 |       |
| 16   | Ryan St. Onge       | Estats Units    | 97.35  | 110.40 | 207.75 |       |
| 17   | Eric Bergoust       | Estats Units    | 113.72 | 92.13  | 205.85 |       |
| 18   | Liu Zhongqing       | R.P. de la Xina | 113.80 | 87.46  | 201.26 |       |
| 19   | Jeff Bean           | Canadà          | 117.92 | 80.57  | 198.49 |       |
| 20   | Steve Omischl       | Canadà          | 124.78 | 73.45  | 198.23 |       |
| 21   | Aleš Valenta        | Txèquia         | 105.97 | 87.61  | 193.58 |       |
| 22   | Aurelien Lohrer     | França          | 87.83  | 100.44 | 188.27 |       |
| 23   | Ou Xiaotao          | R.P. de la Xina | 72.12  | 108.19 | 180.31 |       |
| 24   | Dmitri Rak          | Belarús         | 86.63  | 85.84  | 172.47 |       |
| 25   | Ken Mizuno          | Japó            | 90.04  | 67.63  | 157.67 |       |
| 26   | Igor Ishutko        | Ucraïna         | 47.34  | 105.70 | 153.04 |       |
| 27   | Oleksandr Abramenko | Ucraïna         | 63.05  | 86.42  | 149.47 |       |
| 28   | Clyde Getty         | Argentina       | 47.56  | 32.32  | 79.88  |       |
| —    | Dmitri Marushchak   | Rússia          | NF     | NF     | NF     |       |
| —    | Dmitri Arkhipov     | Rússia          | NF     | NF     | NF     |       |
| —    | Miha Gale           | Eslovènia       | NF     | NF     | NF     |       |

NF: no finalitzà

### Final
| Pos. | Nom                 | Salt 1 | Salt 2 | Punts  |
| ---- | ------------------- | ------ | ------ | ------ |
| 1    | Han Xiaopeng        | 130.53 | 120.24 | 250.77 |
| 2    | Dmitri Dasxinski    | 131.42 | 117.26 | 248.68 |
| 3    | Vladimir Lebedev    | 120.65 | 126.11 | 246.76 |
| 4    | Alexei Grishin      | 123.90 | 121.28 | 245.18 |
| 5    | Kyle Nissen         | 114.38 | 130.53 | 244.91 |
| 6    | Warren Shouldice    | 123.45 | 116.25 | 239.70 |
| 7    | Jeret Peterson      | 124.78 | 112.70 | 237.48 |
| 8    | Anton Kushnir       | 124.56 | 103.10 | 227.66 |
| 9    | Evgeniy Brailovskiy | 110.01 | 113.60 | 223.61 |
| 10   | Renato Ulrich       | 105.53 | 99.22  | 204.75 |
| 11   | Qiu Sen             | 98.89  | 87.67  | 186.56 |
| 12   | Enver Ablaev        | 61.79  | 88.69  | 150.48 |